# Angelica Singleton Van Buren
Angelica Singleton Van Buren, née Sarah Angelica Singleton le 13 février 1818 à Wedgefield et morte le 29 décembre 1877 à New York, est la belle-fille du président des États-Unis Martin Van Buren, étant mariée à son fils, Abraham Van Buren (en).
Après son mariage avec Abraham Van Buren, elle est « Première dame des États-Unis » entre janvier 1839 et mars 1841 pendant le reste du mandat de son beau-père Martin Van Buren qui était veuf de Hannah Hoes.
Son élégance et ses manières furent louées par le diplomate français Adolphe Fourier de Bacourt, pourtant peu favorable aux Américains. 